# Binärfil
Binärfil, en fil som innehåller data i ett format avsett att läsas av specifika datorprogram, med en väsentlig del av informationen kodad som annat än text. Binärfiler är i allmänhet inte möjliga att tolka utan kännedom om filformatet, annat än möjligen till vissa delar.
Exempel på binärfiler är kompilerad programkod, bild- och ljudfiler samt vissa ordbehandlares dokumentfiler.
Fördelen med binärfiler är att de kan skrivas, läsas och tolkas snabbare än textfiler av program som känner filformatet. Till exempel kan tal lagras i den form datorn använder internt vid räkneoperationer eller, då filen är avsedd att kunna användas på olika datorer, ett format som lätt kan omvandlas till det datorn använder. Formatet är ofta också betydligt kompaktare än vad som vore möjligt med textfiler.